# Deutsche Sprintmeisterschaften 2006
Die 10. Deutschen Sprintmeisterschaften im Rudern wurden am 14. und 15. Oktober 2006 in Essen-Kettwig ausgetragen und von der Kettwiger Rudergesellschaft organisiert.
Wie im Vorjahr wurden Medaillen in zehn Bootsklassen vergeben, davon sechs bei den Männern, drei bei den Frauen und eine in der Mixed-Klasse. Die Rennen wurden über eine Distanz von 350 Metern ausgetragen.
Eine Besonderheit in diesem Jahr war, dass einige der Rennen auf der Ruhr erst nach Sonnenuntergang und unter Scheinwerferlicht ausgetragen wurden.

## Medaillengewinner

### Männer
| Bootsklasse            | Gold | Silber | Bronze |
| ---------------------- | --- | --- | --- |
| Einer                  | Florian Eberhardt (RV Esslingen) | Fokke Beckmann (RG Hansa Hamburg) | Jan Jedamski (RV Weser Hameln) |
| Doppelzweier           | Wilhelmshavener RC von 1909 Darg Ingber Florian Maaß                                                                                                   | RG Hansa Hamburg Ingo Tribian Wilm Steingröver | Flörsheimer RC 08 Martin Kraft Jörg Herzog |
| Zweier ohne Steuermann | Der Hamburger und Germania RC Andreas Clausen Richard Nagel                                                                                            | RV Treviris Trier Matthias Woitok Alexandre Schalburg | Potsdamer RG Kai Beneke Florian Köppen |
| Doppelvierer           | Flörsheimer RV 08 Andreas Klepper Markus Hartung Martin Kraft Jörg Herzog                                                                              | RV Rauxel 1922 Kai Sporea Alexander Lücke Sebastian Polus Yorck Polus | Frankfurter RG Germania Wolf Bussian Marc Bussian Boris Hillen Jonathan Koch                                                                            |
| Vierer mit Steuermann  | Münsteraner Regattaverein Marc Rossmeier Max Böntgen Anders Sass Niclas Crone Caroline Wörmann (Stf.)                                                  | Ulmer RC Donau Raimund Hörmann Urs Käufer Jan Rupp Maximilian Reinelt Janis Köster (Stm.)                                                                                             | RV Saarbrücken Maximilian Bandel Jörg Wagner Boris Petersdorf Ralf Bockelmann Iris Umlauf (Stf.)                                                        |
| Achter                 | Frankfurter RG Germania Simon Eckhardt Arne Simann Wolfgang Walter Lars Henning Thorsten Hütz Dirk Marterer Hans Winter Slobodan Mögle Udo Kühn (Stm.) | Der Hamburger und Germania RC Jascha Bergmann Johann-Sebastian Diemann Jan Baur Thorsten Pieper Andreas Clausen Christian Ulrich Martin Rückbrodt Richard Nagel Malte Wiechens (Stm.) | Osnabrücker RV Jan Altrup Felix Övermann Andreas Schierke Lutz Ackermann Daniel Tusch Jan Tebrügge Andreas Tönnies Matthias Bergmann Peter Puppe (Stm.) |

### Frauen
| Bootsklasse  | Gold                                                                | Silber                                                               | Bronze                                                                                    |
| ------------ | ------------------------------------------------------------------- | -------------------------------------------------------------------- | ----------------------------------------------------------------------------------------- |
| Einer        | Silke Günther (RG Wetzlar 1880)                                     | Yvonne Schiek (Hallescher RC)                                        | Phuttharuksa Nikree (Celler RV)                                                           |
| Doppelzweier | RG Wetzlar 1880 Stephanie Primus Silke Günther                      | RV Saarbrücken Nina Wengert Lenka Wech                               | Celler RV Phuttharuksa Nikree Bussayumas Phangkatok                                       |
| Doppelvierer | ETuF Essen Wiebke Gebauer Katja Rügner Anna Kazuch Maxi Grützmacher | Hürther RG Eva Paus Kerstin Schröder Samila Kreuzjans Judith Obrocki | Ludwigshafener RV von 1878 Joanna Nirmaier Juliane Böhmer Sandra Schnitzer Evelyn Siegert |

### Mixed
| Bootsklasse  | Gold                                                                          | Silber                                                              | Bronze                                                                          |
| ------------ | ----------------------------------------------------------------------------- | ------------------------------------------------------------------- | ------------------------------------------------------------------------------- |
| Doppelvierer | Crefelder RC 1883 Melanie Staelberg Johanna Davids Thorben Henning Tim Hindes | ETuF Essen Stefan Mlecko Christian Reckzeh Anna Kazuch Katja Rügner | RK am Wannsee Berlin Christian Brokat Julian Mendyka Sybille Exner Nicola Petri |